# Войска радиоэлектронной борьбы Российской Федерации
Войска́ радиоэлектро́нной борьбы́ Вооружённых сил Росси́йской Федера́ции (Войска РЭБ ВС РФ) — структурное подразделение радиоэлектронной борьбы (РЭБ) специальных войск Вооружённых сил Российской Федерации.

## Общая характеристика
Подразделения войск радиоэлектронной борьбы осуществляют мероприятия по завоеванию господства в эфире, защите своих систем управления войсками и оружием от преднамеренных помех противника, а также нарушению работы систем управления войсками противника, снижению эффективности применения его боевых средств.

## История

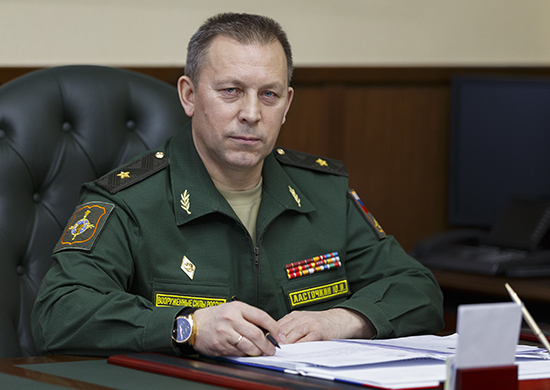
Начальник войск РЭБ
Юрий Ласточкин

Первая в мировой истории попытка ведения радиоэлектронной борьбы (РЭБ) была успешно предпринята во время войны с Японией и. о. командующим Тихоокеанской эскадрой вице-адмиралом П. П. Ухтомским 15 апреля 1904 года. Тогда удалось дезорганизовать радиопомехами каналы управления огнём артиллерии японских кораблей и успешно отразить вражеский удар.
В 1911—1912 годах в Российской империи была организована радиоэлектронная разведка: штаб Балтийского флота осуществлял наблюдение за работой корабельных и береговых германских радиостанций с помощью кораблей, зимующих в Либаве.
Во время Первой мировой войны радиопомехи применялись с целью нарушения связи между штабами армий, корпусов и дивизий, а также между военными кораблями. Для создания помех использовались обычные средства радиосвязи, и лишь в германской армии существовали специальные станции радиопомех.
Во время Второй мировой войны радиоэлектронная борьба велась уже не эпизодически, а непрерывно, при этом использовались специально разрабатываемые средства радиоэлектронного подавления и защиты радиоэлектронных средств (РЭС).
14 декабря 1942 года председателю Государственного комитета обороны СССР И. В. Сталину была представлена Докладная народного комиссара внутренних дел Союза ССР Л. П. Берии о необходимости создания в Красной Армии «Службы по забивке немецких радиостанций, действующих на поле боя». 16 декабря Сталиным было подписано Постановление Государственного Комитета Обороны № ГОКО 2633 сс «Об организации в составе Управления Войсковой разведки Генерального Штаба Красной Армии отдела по руководству работой радиостанций мешающего действия».
Во второй половине XX века наблюдалось бурное развитие радиоэлектронной борьбы. Одной из главных задач становится радиоэлектронное подавление средств и систем радиосвязи, радионавигации и радиолокации противника, в том числе бортовых радиолокационных систем боевых самолётов и кораблей, имеющих оружие с радиолокационными головками самонаведения. Одновременно встала необходимость защищать свои РЭС от радиоэлектронного подавления врага и взаимных радиопомех. В связи с этим начинается формирование служб радиопротиводействия в ВС СССР и создание специальных средств помех радиосвязи противника для них.
Первые средства радиопротиводействия (дипольные и уголковые радиоотражатели, тренировочные передатчики помех) промышленного производства поступают в войска к 1950 году. Тогда же в советской армии создаётся специальная служба радиоэлектронной борьбы.
30 августа 1989 года министр обороны СССР своим приказом создаёт на базе узла комплексного технического контроля (КТК) и специальной лаборатории Генерального штаба Центр комплексного технического контроля ГШ с местом дислокации в Москве. Силами Центра в Московской зоне была создана многопозиционная автоматизированная приёмо-пеленгационная сеть.
В начале и середине 1990-х годов Управление РЭБ Генштаба ВС РФ столкнулось с необходимостью не только как и ранее обеспечивать функционирование действующих и разработку новых РЭС, но и налаживать взаимодействие с радиочастотными органами постсоветских государств, договариваться о координации использования радиочастотного спектра с НАТО и странами Западной Европы, определить новый порядок использования радиочастотного спектра РЭС различного назначения.
По словам специалистов[каких?][когда?], если к 2020 году армия и флот должны будут перейти на новейшее вооружение на 70—75 %, то стратегический потенциал войск радиоэлектронного фронта будет обновлен на 100 %.

## Структура
Основу сил РЭБ составляют наземные, авиационные части и подразделения РЭБ, входящие в состав объединений и соединений видов Вооружённых сил, родов войск. Средства РЭБ объединяются в систему вооружения РЭБ совокупность техники РЭБ частей и подразделений радиоэлектронной борьбы, а также бортовых средств РЭБ, предназначенных для индивидуальной защиты вооружения и военной техники (ракетных комплексов, боевых самолётов, вертолётов, кораблей, бронированных машин и др.) от разведки и высокоточного оружия.

## Формирования Войск РЭБ
- 1084-й межвидовой учебный центр подготовки и боевого применения войск РЭБ, в/ч 61460 (г. Тамбов);
- 186-й отдельный центр РЭБ, в/ч 60134 (г. Североморск);
- 471-й отдельный центр РЭБ, в/ч 20918 (г. Петропавловск-Камчатский);
- 475-й отдельный центр РЭБ, в/ч 60135 (г. Севастополь)[2];
- 841-й отдельный центр РЭБ, в/ч 09643 (п. Янтарный).
- 15-я отдельная бригада РЭБ, в/ч 71615 (п. Строитель);
- 16-я отдельная бригада РЭБ, в/ч 64055 (г. Курск и п. Маршала Жукова);
- 17-я отдельная бригада РЭБ, в/ч 11666 (г.Хабаровск, Краснореченский-рн);
- 18-я отдельная бригада РЭБ, в/ч 41158 (г. Екатеринбург).
- 19-я отдельная бригада РЭБ, в/ч 62829[~ 1] (п. Рассвет);
- 24-й отдельный батальон РЭБ (г. Воронеж)
- 49-й отдельный батальон РЭБ, в/ч 54916 (г. Остров);
- 142-й отдельный батальон РЭБ[~ 2], в/ч 03047 (г. Калининград);
- 1381-й центр комплексного технического контроля, в/ч 32713 (п. Песочный);
- 328-й отдельный батальон РЭБ, в/ч 03051 (п. Песочный);
- 540-й отдельный батальон РЭБ;
- 703-й отдельный батальон РЭБ;[3]
- ???-й отдельный батальон РЭБ (Белгородская область)[4].
- Отдельный батальон РЭБ 42 дивизии, в/ч 27777
- ???-й Отдельный батальон РЭБ 86274
- 512 Отдельный батальон РЭБ, в/ч 75480 (республика адыгея)

## Командование
Центральный орган — Управление начальника войск радиоэлектронной борьбы Вооруженных Сил Российской Федерации.

Начальники Войск радиоэлектронной борьбы ВС РФ:
- генерал-майор Иванов, Олег Анатольевич (2008—июль 2011)[5];
- полковник Доскалов, Михаил Валерьевич (2013—2014);
- генерал-лейтенант Ласточкин, Юрий Илларионович (2014—н. в.)[6]

## Список военной техники войск РЭБ
| Тип                                                        | Изображение | Производство | Назначение | Количество | Примечания |
| ---------------------------------------------------------- | ----------- | ------------ | --- | ---------- | ---------- |
| Спектр                                                     |             | Россия       | Комплекс видового технического контроля                                                                                          | н/д        |            |
| Палантин                                                   |             | Россия       | Комплекс радиоэлектронной борьбы                                                                                                 | н/д        |            |
| Дивноморье                                                 |             | Россия       | Комплекс радиоэлектронной борьбы                                                                                                 | н/д        |            |
| РБ-109A «Былина»                                           |             | Россия       | Автоматизированная система управления средствами РЭБ                                                                             | н/д        |            |
| Леер-2                                                     |             | Россия       | Комплекс радиоэлектронной борьбы                                                                                                 | н/д        |            |
| РБ-341В «Леер-3»                                           |             | Россия       | Комплекс радиоэлектронной борьбы                                                                                                 | н/д        |            |
| РБ-531Б «Инфауна»                                          |             | Россия       | Комплекс радиоэлектронной борьбы                                                                                                 | н/д        |            |
| Р-325-П5                                                   |             | Россия       | Комплекс радиоэлектронного подавления                                                                                            | н/д        |            |
| «Самарканд-У», «Самарканд ПУ-ПРД-Д», «Самарканд СУ-ПРД-К2» |             | Россия       | Комплекс радиоэлектронного подавления                                                                                            | н/д        |            |
| РБ-301Б «Борисоглебск-2»                                   |             | Россия       | Комплекс радиоэлектронного подавления                                                                                            | н/д        |            |
| РБ-636АМ2 «Свет-КУ»                                        |             | Россия       | Комплекс радиоэлектронной борьбы                                                                                                 | н/д        |            |
| Свет-ВСГ                                                   |             | Россия       | Стационарный антенный пост радиотехнической разведки                                                                             | н/д        |            |
| Р-378БМ «Алтаец-БМ»                                        |             | Россия       | Станция постановки помех сотовой связи                                                                                           | н/д        |            |
| Р-330Ж «Житель»                                            |             | Россия       | Станция постановки помех БПЛА | н/д        |            |
| Р-330БМВ                                                   |             | Россия       | Станция постановки помех | н/д        |            |
| Лесочек                                                    |             | Россия       | Станция постановки помех | н/д        |            |
| Р-934Б «Синица» Р-934БМВ                                   |             | Россия       | Станция постановки помех авиационной УКВ-связи                                                                                   | н/д        |            |
| РБ-312А                                                    |             | Россия       | Станция постановки помех | н/д        |            |
| Красуха-2О                                                 |             | Россия       | Комплекс радиоэлектронной борьбы                                                                                                 | н/д        |            |
| Красуха-4С                                                 |             | Россия       | Комплекс радиоэлектронной борьбы                                                                                                 | н/д        |            |
| 1Л267 «Москва-1»                                           |             | Россия       | Комплекс радиоэлектронной разведки                                                                                               | н/д        |            |
| ГТ-01 Мурманск-БН                                          |             | Россия       | Комплекс радиоэлектронной борьбы                                                                                                 | н/д        |            |
| Поле-21                                                    |             | Россия       | Система радиоподавления | н/д        |            |
| 1Л29 «Ртуть-Б» (СПР-2) 1Л262Э «Ртуть-БМ» (СПР-2М)          |             | Россия       | Станция помех радиовзрывателям боеприпасов                                                                                       | н/д        |            |
| Рычаг-АВ                                                   |             | Россия       | Вертолётная станция активных помех                                                                                               | н/д.       |            |
| Заслон                                                     |             | Россия       | Система защиты военных объектов от прослушивания и утечки информации                                                             | н/д        |            |
| 1Л248-2 СПН-2                                              |             | Россия       | Станция мощных шумовых помех | н/д        |            |
| 1РЛ248-4 СПН-4                                             |             | Россия       | Станция мощных шумовых помех | н/д        |            |
| МКТК-1А «Дзюдоист»                                         |             | Россия       | Комплекс радио-, радиотехнического и специального контроля эффективности защиты информации и оценки электромагнитной обстановки. | н/д        |            |

## Участие в боевых действиях
Согласно исследованию Британского института оборонных исследований (RUSI), в ходе вооруженного конфликта на Украине Россия повысила эффективность своих войск РЭБ. Её средства радиоэлектронной борьбы были в основном ориентированы на уничтожение беспилотных летательных аппаратов и были расположены через каждые десять километров фронта. Это позволило российским войскам РЭБ уничтожать порядка 10 000 украинских беспилотников в месяц. Также отмечается, что средства РЭБ РФ, по всей видимости,  получили возможность перехватывать и декодировать 256-битное шифрование раций Motorola противника.

## Праздник

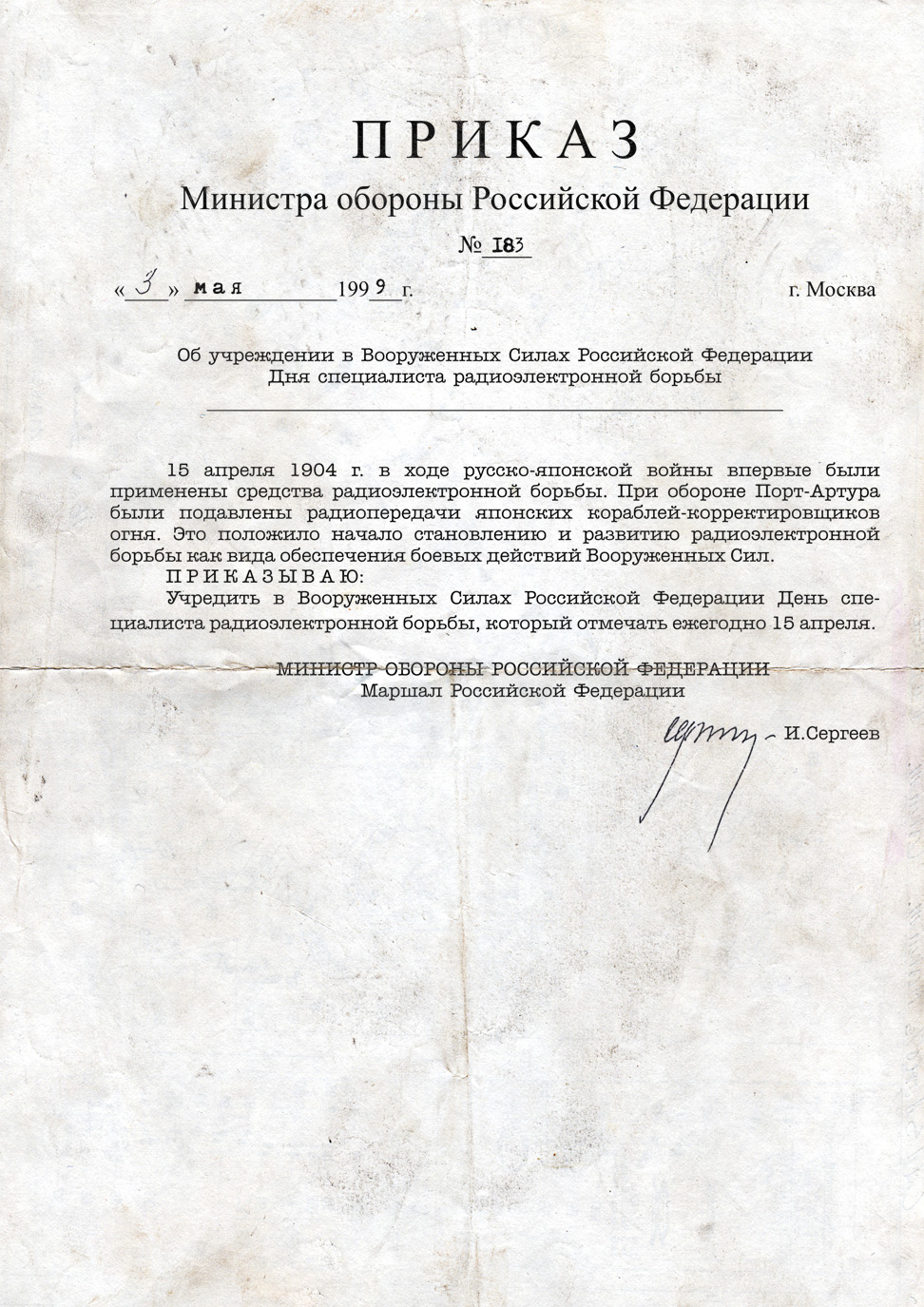
Приказ Министра обороны Российской Федерации № 183 от 3 мая 1999 года «Об учреждении в Вооруженных Силах Российской Федерации Дня специалиста радиоэлектронной борьбы»

3 мая 1999 года приказом министра обороны Российской Федерации № 183 был учреждён праздник, именуемый как «День специалиста радиоэлектронной борьбы», который отмечается ежегодно 15 апреля.
Празднование 15 апреля Дня специалиста по радиоэлектронной борьбе в качестве профессионального праздника было закреплено указом Президента Российской Федерации от 31 мая 2006 года № 549 «Об установлении профессиональных праздников и памятных дней в Вооруженных Силах Российской Федерации». Праздник был учреждён наряду с другими «в целях возрождения и развития отечественных воинских традиций, повышения престижа военной службы и в знак признания заслуг военных специалистов в решении задач обеспечения обороны и безопасности государства».

## В нумизматике
В 2024 году Банк России выпустил серебряные монеты, посвященные войскам радиоэлектронной борьбы.

Монеты Банка России, 2024 год
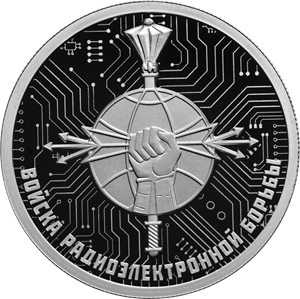
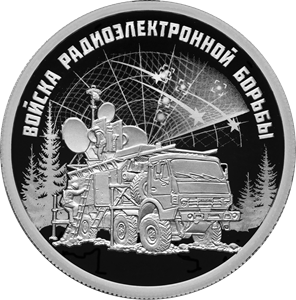
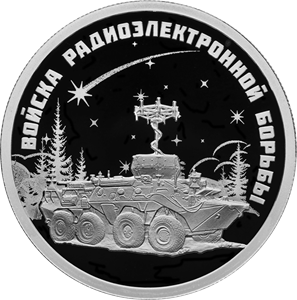